# Антропологическая выставка в Москве (1879)
Антропологическая выставка в Москве проходила в Манеже на Моховой улице 3 апреля 1879 года по инициативе Общества любителей естествознания, антропологии и этнографии (ОЛЕАиЭ) при Московском университете. Организатором выставки был А. П. Богданов.

## Подготовка
Летом 1875 года Богданов предложил ОЛЕАиЭ организовать в ближайшие несколько лет антропологическую выставку. Он планировал открыть музей антропологии, и выставка должна была помочь выручить средства на создание музея. Основной проблемой в реализации проекта, на решение которой понадобилось около трёх лет, был значительный дефицит экспонатов для будущей выставки, и их пришлось собирать по всей Российской империи. Был организован ряд экспедиций в 15 губерний северной, средней и южной части России, в Привислянский край, на Урал, Крымский полуостров и Кавказ. Богданов, помимо руководства экспедицией, непосредственно принял личное участие в раскопках древних курганов, посещал авторитетных учёных-антропологов, в том числе и за рубежом.
Кроме экспедиционных сборов, многие коллекции (в основном фотографий) были получены в подарок. Среди дарителей были и профессиональные фотографы: К. А. Фишер, Д. И. Ермаков, О. Грейм. Часть фотографий покупалась, на что были потрачены немалые деньги. Например, фотограф Ланин из Николаевска-на-Амуре попросил за свой альбом 280 рублей.

## Описание
Так как многие жители Москвы с предубеждением относились к раскопкам могильников и извлечению останков древних людей, Богданов организовал проведение молебна в первый день выставки. Его отслужил московский епископ Амвросий, чью проповедь позже напечатали в трудах ОЛЕАиЭ. Он говорил, что антропология подтверждает Святое Писание, поскольку указывает на бренность тела и определённым образом намекает на бессмертие души. После молебна военный оркестр и хор синодальных певчих исполнили народный гимн.
Для проведения выставки в Манеже создали масштабные декорации: холмы, горы, гроты, пещеры, были устроены водопад и бассейн. Газета «Современные известия» писала, что горы получились изящными и прочными, а доски на них не скрипели. На одной из гор играл оркестр военного училища, на другой работал буфет, и можно было курить. На остальной территории выставки курить было запрещено, чем посетители были недовольны.
Выставка состояла из семи разделов: древностей (составитель — Д. Н. Анучин), геолого-палеонтологический (Н. Ю. Зограф, А. А. Тихомиров), краниологический (А. П. Богданов), фотографический (А. И. Кельсиев), бюстов и масок (Д. Н. Анучин), медико-антропологический (Е. А. Покровский), этнографический (Е. В. Барсов). На выставке были представлены тысячи экспонатов, хотя многие из них не имели никакого отношения к антропологии. Посетителям предлагалось посмотреть на черепа с признаками сифилиса, кости со следами от пуль и ножевых ударов, банку с заспиртованной кожей французского солдата. Были представлены куртка зятя Магомета, снаряды для разрывания рта, три пары туфель виленских святых, искусственные мозги турка и самоубийцы, собрание сочинений членов ОЛЕАиЭ, скелет курицы, портрет царевны Софьи Алексеевны. Был выставлен ряд витрин с пирогами из различных регионов Российской империи. Также был представлен заспиртованный зародыш африканца, примечательно, что на его шее были бисерное ожерелье и бисерный браслет.
Плата за вход в день открытия выставки составляла три рубля, в остальные дни — по одному рублю. Выставка пользовалась большой популярностью. В народе её сравнивали с кладбищем. За день количество посетителей составляло около трёх тысяч, а до закрытия — 2 сентября — более ста тысяч. Наибольший интерес для посетителей представляли два раздела выставки. Во-первых, этнографический, где были представлены манекены людей из различных племён и народов (всего несколько десятков): цыган с гитарой, австралийцы, африканцы, продавец мыла из Казани, семья волосатых людей, татуированный японец. Во-вторых, геолого-палеонтологический, где были представлены модели вымерших животных и растений: большие хвощи каменноугольного периода, макеты динозавров, в том числе ихтиозавра и плезиозавра, модель мамонта. По мнению журналистов «Русских ведомостей», экспонаты вводили посетителей в заблуждение, демонстрируя, будто человек жил в одно время с динозаврами. Организаторы выставки заявили, что макеты вымерших животных делают более разнообразной выставку, которая в противном случае не имела бы такого успеха.